# استوارت گالبریث چهارم
استوارت گالبریت چهارم (انگلیسی: Stuart Galbraith IV; december 29, 1965 – ) تاریخ سینما، نقد فیلم اهل ایالات متحده آمریکا بود. وی از سال ۱۹۹۷ میلادی تاکنون مشغول فعالیت بوده‌است.